# Prex
Prex ist ein Gemeindeteil der Gemeinde Regnitzlosau im Landkreis Hof (Oberfranken, Bayern). Der Ortsname bedeutet Grenze. Die tschechische Grenze ist nur einen Kilometer vom Dorf entfernt.

## Geographie
Nördlich des Dorfes liegen die Nachbardörfer Wieden und Mittelhammer, östlich Kirchbrunnlein und Oberprex, südwestlich Schwesendorf und Regnitzlosau, westlich Förtschenbach und nordwestlich Nentschau.

## Geschichte
Der Ort wurde im Jahre 1345 erstmals urkundlich erwähnt. Um 1900 hatte Prex 268 Einwohner. Im Jahre 1827 wurde eine Schule erbaut, die 1891 erweitert wurde. Am 1. Dezember 1910 hatte das Dorf 459 Einwohner.
Am 1. Januar 1972 wurde Prex nach Regnitzlosau eingemeindet.

## Landschaft
Rund 200 Meter südlich des Ortes liegt eine große Waldfläche.

## Landwirtschaft
Besonders Raps und Getreide werden angebaut, auch Gemüsesorten und Obst werden geerntet. Auch die Forstwirtschaft wird teilweise genutzt.

## Sonstiges
- Im Wald, der an Prex grenzt, befinden sich Rad- und Wanderwege und eine FKK-Anlage.
- Die Bundesautobahn 93 hat eine Ausfahrt westlich von Regnitzlosau. Diese ist von Prex rund vier Kilometer entfernt.
- In der Nähe befindet sich das Dreiländereck.